# Gunnar af Sillén
Gunnar Wilhelm Probus af Sillén, född den 16 oktober 1888 i Stjärnorps församling, Östergötlands län, död den 16 juli 1987 i Örebro, var en svensk militär. Han var sonson till Gustaf af Sillén och bror till Ivar af Sillén.
af Sillén blev underlöjtnant vid Livregementets grenadjärer 1910. Han var adjutant vid Krigsskolan 1928–1932. af Sillén befordrades till major 1934, vid Södra skånska infanteriregementet 1935, till överstelöjtnant 1938 och till överste på reservstat 1941. Han var befälhavare i Malmö försvarsområde 1942–1946. af Sillén blev riddare av Svärdsorden 1931 och kommendör av samma orden 1947.